# William Grant Craib
William Grant Craib, född den 10 mars 1882 i Banff, död den 1 september 1933 i Kew, var en brittisk botaniker, som arbetade vid Royal Botanic Gardens, Kew. 
Under sin utbildning tog Craib en tillfällig anställning vid Royal Botanic Garden, Calcutta, där han blev kurator för herbariumet och samlade in ett stort antal växter från North Cachar Hills som han senare namngav. År 1899 fick han en anställning vid Royal Botanic Gardens, Kew där han hade användning för sina kunskaper inom indisk och sydvästasiatisk botanik.
Auktorsnamnet Craib kan användas för William Grant Craib i samband med ett vetenskapligt namn inom botaniken; se Wikipediaartiklar som länkar till auktorsnamnet.